# منزل عباس (بعدان)

تعديل مصدري - تعديل

منزل عباس هي إحدى قرى عزلة الحيث بمديرية بعدان التابعة لمحافظة إب، بلغ تعداد سكانها 195 نسمة حسب تعداد اليمن لعام 2004.